# RGSS
 (septembre 2011).
Si vous disposez d'ouvrages ou d'articles de référence ou si vous connaissez des sites web de qualité traitant du thème abordé ici, merci de compléter l'article en donnant les références utiles à sa vérifiabilité et en les liant à la section « Notes et références ».
RGSS est une implémentation de l'interpréteur de Ruby en C++ développé par l'éditeur de jeu vidéo Enterbrain. Il est distribué sous licence propriétaire dans la série RPG Maker dans ses deux dernières versions XP et VX. La dernière version stable (RGSS 3) est sortie en même temps que l'extension de Rpg Maker VX : Rpg Maker VX Ace.